# Hestia Rupes
Hestia Rupes is een steile klif op de planeet Venus. Hestia Rupes werd in 1982 genoemd naar Hestia, de godin van de haard, huisgezin en familie.
De helling bevindt zich in het gelijknamige quadrangle Hestia Rupes (V-22), heeft een lengte van 588 kilometer en loopt vanaf H'uraru Corona naar het zuidoosten tot Kaltash Corona. Ongeveer halverwege de helling bevindt zich de inslagkrater Naomi.